# 각혜황귀비
각혜황귀비 동가씨(愨惠皇貴妃 佟佳氏, 1668년 8월 26일 ~ 1743년 4월 24일)는 청나라의 제4대 황제 강희제의 후궁이자 외사촌 누이동생이다.

## 생애
그녀의 언니 또한 강희제의 후궁인 효의인황후이며, 그녀의 고모는 강희제 아버지 순치제(順治帝)의 후궁인 효강장황후이다. 남동생은 중신 퉁갸 롱코도이다.
그녀는 9세 시절이던 1677년 고종사촌 오빠 강희제의 후궁으로 간택되었으며, 강희제와의 사이에서 자녀는 없었다. 건륭제 때인 1743년 4월 1일을 기하여 향년 75세로 훙서할 때까지 청 제국 황실 여인의 원로로서 예우되었다.

## 직계 친척 관계
- 고모: 효강장황후
- 언니: 효의인황후
- 남동생: 퉁기야 롱코도

## 같이 보기
- 효장문황후
- 효강장황후
- 고륜단민공주
- 효의인황후
- 효공인황후
- 퉁기야 롱코도
- 의비 곽락라씨
- 연갱요
- 돈숙황귀비
- 효화예황후
- 화유황귀비
- 각순황귀비
- 수장고륜공주
- 완귀비 색작락씨